# Alessandro Cavallaro
Alessandro Cavallaro (Paternò, 22 febbraio 1980) è un ex velocista italiano, campione europeo juniores dei 200 metri piani a Riga 1999.

## Carriera sportiva
Nella Coppa Europa del 2000 si è classificato secondo sui 200 metri piani con il tempo di 20"48. Nel 2007 ha stabilito il record mondiale militare dei 200 metri piani con 20"57.
A livello nazionale vanta due titoli italiani assoluti sui 200 metri piani (2000 e 2003), specialità di cui detiene il decimo tempo italiano di sempre (20"42).

## Attività politica
È stato assessore allo sport della sua città natale dal giugno 2012 al dicembre 2014.

## Palmarès
| Anno | Manifestazione   | Sede        | Evento      | Risultato        | Prestazione | Note |
| ---- | ---------------- | ----------- | ----------- | ---------------- | ----------- | ---- |
| 1999 | Europei juniores | Riga        | 200 m piani | Oro              | 20"46       |      |
| 1999 | Europei juniores | Riga        | 4×100 m     | Bronzo           | 39"78       |      |
| 2000 | Giochi olimpici  | Sydney      | 200 m piani | Quarti di finale | 20"69       |      |
| 2000 | Giochi olimpici  | Sydney      | 4×100 m     | 7º               | 38"67       |      |
| 2001 | Europei under 23 | Amsterdam   | 200 m piani | 8º               | 21"64       |      |
| 2001 | Europei under 23 | Amsterdam   | 4×100 m     | Finale           | dnf         |      |
| 2002 | Europei          | Monaco      | 200 m piani | Semifinale       | 21"01       |      |
| 2002 | Europei          | Monaco      | 4×100 m     | Finale           | dnf         |      |
| 2003 | Mondiali         | Saint-Denis | 200 m piani | Semifinale       | 20"59       |      |
| 2003 | Mondiali         | Saint-Denis | 4×100 m     | Semifinale       | 38"93       |      |
| 2006 | Europei          | Göteborg    | 200 m piani | Semifinale       | 21"19       |      |

## Campionati nazionali
- 2 volte campione italiano assoluto dei 200 metri piani (2000, 2003)

2000
- Oro ai campionati italiani assoluti (Milano), 200 m piani - 20"73

2003
- Oro ai campionati italiani assoluti (Rieti), 200 m piani - 20"60

2005
- Bronzo ai campionati italiani assoluti, 200 m piani - 20"96

2006
- Argento ai campionati italiani assoluti (Torino), 200 m piani - 20"97

2007
- Bronzo ai campionati italiani assoluti (Padova), 200 m piani - 21"29

## Altre competizioni internazionali
2000
- Argento in Coppa Europa ( Gateshead), 200 m piani - 20"48
- Bronzo in Coppa Europa ( Gateshead), staffetta 4×100 m - 39"17

2001
- Oro in Coppa Europa ( Brema), staffetta 4×100 m - 38"89

2002
- Argento in Coppa Europa ( Annecy), staffetta 4×100 m - 38"89

2003
- Oro in Coppa Europa ( Firenze), staffetta 4×100 m - 38"42